# Нюхмиж
Нюхмиж — река в России, протекает по Афанасьевскому сельскому поселению (Нижнетоемский сельсовет) Верхнетоемского района Архангельской области. Устье реки находится в 466 км по правому берегу реки Северная Двина. Длина реки составляет 16 км.

## Данные водного реестра
По данным государственного водного реестра России относится к Двинско-Печорскому бассейновому округу, водохозяйственный участок реки — Северная Двина от впадения реки Вычегда до впадения реки Вага, речной подбассейн реки — Северная Двина ниже места слияния Вычегды и Малой Северной Двины. Речной бассейн реки — Северная Двина.
Код объекта в государственном водном реестре — 03020300112103000027326.